# GoldenEye 007
GoldenEye 007 es un videojuego de disparos en primera persona y espionaje desarrollado por la compañía británica Rare y publicado por Nintendo para su consola Nintendo 64 en 1997. El título está basado en la película homónima de James Bond de 1995. Es el título posterior a James Bond: The Duel, lanzado para varias plataformas de Sega en 1993. Fue seguido por James Bond 007, lanzado para Game Boy en 1998.
El juego recibió mayoritariamente críticas positivas, y vendió más de nueve millones de copias, lo que lo convierte en el segundo videojuego más vendido del catálogo de Nintendo 64. La obra fue elogiada por la calidad de su modo multijugador y la incorporación de elementos de sigilo y objetivos variados en sus misiones para un solo jugador, en contraste con la clásica mecánica de los first person shooters de limitarse a recorrer el nivel eliminando a los enemigos. Es ampliamente considerado como uno de los mejores FPS de todos los tiempos y como el mejor título de la franquicia de James Bond.
Además de los siguientes títulos en la franquicia interactiva, GoldenEye 007 recibió una "secuela espiritual". El videojuego, Perfect Dark fue desarrollado y distribuido por Rare con el objetivo de superar a su predecesor. El título recibió una nueva versión de la mano de Eurocom y Activision lanzado en noviembre de 2010 para Wii y Nintendo DS y en noviembre de 2011 para PlayStation 3 y Xbox 360. La versión original obtuvo un relanzamiento por primera vez el 27 de enero de 2023 a través de los servicios de Xbox Game Pass y Nintendo Switch Online.

## Jugabilidad

### Modos de juego
GoldenEye 007 tiene dos modos de juego:
- Select Mission (Selecionar misión): es el modo campaña para un jugador. En este modo, el jugador controla a 007 a lo largo de varios niveles (misiones) que forman la aventura principal. Aunque basada en la película, algunos niveles son completamente originales del juego y, generalmente, basados en películas anteriores (por ejemplo, el nivel "Water Caverns" está basado en las cavernas subterráneas de la guarida de Blofeld en 007 al servicio secreto de Su Majestad). Además de 18 niveles de la trama principal, se pueden acceder a dos niveles adicionales, de nuevo basados en aventuras anteriores de Bond. El modo campaña permite utilizar cualquier truco, previamente conseguido.

- Multiplayer (multijugador): es un modo a pantalla dividida de 2 a 4 jugadores. GoldenEye 007 también es considerado pionero en mecánicas multijugador. Se podían ajustar varios parámetros individualmente para cada jugador (personaje, salud, auto-apuntar) y la configuración general de la partida (número de jugadores, modo o escenario de juego, arsenal de armas, nivel para jugar y duración de la partida). Los niveles multijugador eran originales para ese modo y se podían desbloquear algunos más una vez completado la misión de dicho nivel en el modo para un jugador. El modo multijugador permite usar ciertos trucos, una vez desbloqueados.

### Planteamiento
GoldenEye 007 estableció un nuevo estándar para los first-person shooters. El planteamiento del juego se alejaba de la mecánica clásica de recorrer el nivel de principio a fin eliminando a todos los enemigos posibles. En lugar de eso, el jugador debía cumplir unos objetivos fijados (variables, dependiendo de la dificultad seleccionada) antes de dirigirse al punto de salida (muchas veces el objetivo final) del nivel en el que el sigilo es la mejor opción frente matar a cuantos enemigos mejor, para evitar ser detectado. Además, en ocasiones, eliminar a un personaje o destruir un equipo durante la misión podía hacer al jugador fallar en la misma. La IA de los rivales ayudó a hacer más fuerte este planteamiento jugable ya que, podían oír los disparos de las armas, detectar las bajas en sus filas cercanas y activar la alarma lo que, en la mayoría de los casos, provocada un aumento importante de rivales en la misión que en dificultades elevadas complicaban considerablemente la misión.
El menú principal presenta cuatro pasaportes, ficheros para guardar una partida en cada uno. Una vez seleccionado un fichero, la navegación por los diferentes menús se presenta en forma de dossier del MI6. Para acceder a un nivel, por ejemplo, en "Select Mission" (seleccionar misión) se deberá elegir una imagen y luego la dificultad en la que se desea superar el nivel. Una vez mostrada toda la información sobre la misión (objetivos, antecedentes, resumen de M, consejos de Q y un mensaje de apoyo de Moneypenny) se inicia la misión.
Una vez dentro de un nivel y después de una breve introducción (por ejemplo, una vista general de la presa en el nivel nivel), el juego se muestra desde la perspectiva de James Bond y presenta un HUD sencillo que muestra el arma en uso (doble, si es el caso) y los contadores de munición restantes (cargador y reserva, uno por cada arma en el caso de portar dobles). En los laterales de la pantalla aparecen, cuando el jugador recibe daño, dos barras de salud divididas en ocho bloques. La barra amarilla de la izquierda representa la salud restante y la barra azul de la derecha la resistencia del chaleco antibalas cuando se lleva uno (puede ser ligero, rellena media barra, o pesado, completa la barra). Es importante llevar siempre chaleco, en la medida de lo posible, ya que no existen botiquines para recuperar salud y esta no es autoregenerativa. Si la misión se completa con éxito, el jugador verá una breve secuencia de final (por ejemplo, Bond haciendo puenting al final del primer nivel); si algo falla, al llegar a la meta el jugador abandona la misión, sin secuencia, y no puede avanzar en la trama.
Para completar algunos objetivos, Bond debe servirse de los diferentes artilugios que le otorga Q, algunos sacados de la película (como el reloj con láser) y otros recuperados de entregas anteriores de la franquicia (como la cámara de Moonraker). Generalmente, se pueden seleccionar desde el menú de pausa del juego, el reloj de Bond, desde el cual también se pueden seleccionar las armas obtenidas, consultar los objetivos y datos de la misión, ver las barras de salud, cambiar las opciones de juego y abortar la misión si así se desea.
Todo ello procura variedad en las misiones con una mezcla de acción, sigilo y resolución de puzles.

## Q Branch(Sección Q)
La Sección Q -al igual que en la película-, se hace presente en este videojuego. Aunque no directamente, Q te explica cómo usar los nuevos gadgets a través de la cuarta hoja de los expedientes que se pueden leer antes de comenzar cada misión (Q Branch).  
Q Watch V2.01 Beta: es el gadget disponible en todas las misiones del videojuego. Es un reloj de pulsera que se activa con el botón START. En él, puedes consultar por tu barra de energía en el lado izquierdo, mientras que en el derecho la barra del chaleco antibalas. También desde él puedes, cambiar a otra arma o a otro gadget disponible; configurar las opciones de control, sonido y pantalla; y acceder al expediente de la misión.
Covert Modem (Módem encubierto): este dispositivo electrónico solo está disponible en la Parte I: Presa de la Misión 1: Arkángel. Este módem encubierto se puede conectar a un enlace de satélite interceptando los datos al realizar una copia de seguridad desde el ordenador principal. 
Decoder (Decodificador): este dispositivo electrónico con teclado numérico incorporado se adhiere a un cerrojo y automáticamente calcula todas las posibles combinaciones en cuestión de segundos. En la Parte II: Instalación de la Misión 1: Arkángel, James Bond debe encontrar al doble agente, David Doak, para que le entregue este gadget para poder acceder a la Sala de embotellado. 
Camera (Mini cámara): Este gadget fue extraído de la película Moonraker. Esta cámara pequeña y compacta es similar en tamaño a un encendedor de cigarrillos. Las lentes están situadas en el interior de un '0' del '007' que hay grabado. En el videojuego, James Bond debe utilizarla en la Parte II: Búnker de la Misión 2: Severnaya, y posteriormente en la Misión 3:  Kirguistán.

## Personajes

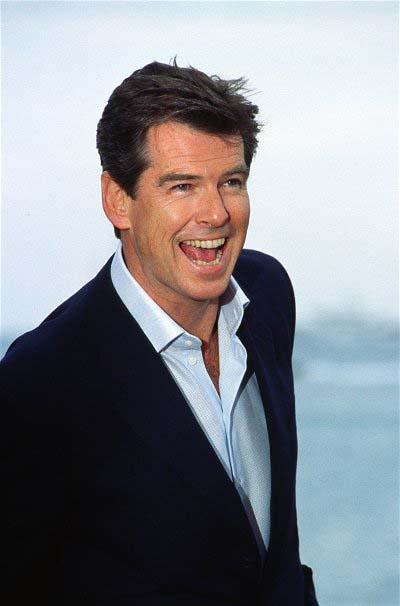
Pierce Brosnan, actor que interpretó al personaje en la película de GoldenEye.

Los personajes del juego están tomados directamente de la película. Las imágenes de jugador y los modelados están basados en los actores originales. Sin embargo, en el juego no se hace referencia a los nombres de los actores.
- James Bond – 007 (Pierce Brosnan).
- Natalya Fyodorovna Simonova – programadora de ordenador (Izabella Scorupco).
- Alec Trevelyan – 006/Janus (Sean Bean).
- Xenia Sergeyevna Onatopp – aliada de Janus (Famke Janssen).
- Arkady Grigorovich Ourumov – general (Gottfried John).
- Boris Grishenko – programador de ordenador (Alan Cumming).
- Valentin Dmitrovich Zukovsky – exagente del KGB (Robbie Coltrane).
- Dmitri Mishkin – ministro de defensa (Tchéky Karyo).

Adicionalmente M, Q y Moneypenny (interpretados en la película por Judi Dench, Desmond Llewelyn y Samantha Bond, respectivamente) aparecen en el juego, aunque no físicamente. Estos personajes son los encargados de dar a Bond la información necesaria antes de iniciar la misión. Igualmente, el aliado de Bond, Jack Wade (Joe Don Baker en la película) realiza un cameo con una frase en un nivel del juego.
Cuatro personajes clásicos reaparecen en GoldenEye 007: Tiburón (Richard Kiel), Barón Samedi (Geoffrey Holder), May Day (Grace Jones) y Oddjob (Harold Sakata). Se pueden utilizar en el modo multijugador y los dos primeros aparecen también en el modo campaña.

## Trama y misiones
El juego desarrolla los sucesos de la película del mismo nombre, en la cual James Bond sigue las pistas investigando a una misteriosa organización criminal, responsables del robo de un arma espacial secreta, conocida como Ojo Dorado (GoldenEye). 
Para expandir la jugabilidad, los creadores alteraron o agregaron sucesos a la trama original; causando así, por ejemplo, que James Bond viaje a lugares que en la película nunca vimos. Como ya se mencionó, el juego consta de 18 pantallas principales, las que se reparten en diferentes misiones, según el lugar geográfico donde acontecen.
Misión 1: Arjángelsk: El agente 007 es enviado a un centro de producción de armas químicas oculto, luego de que el MI6 recibiera antecedentes de que allí se fabricara gas nervioso. Bond estará trabajando con el agente 006, quien ya ha estudiado el lugar.
Misiòn 2: Severnaya: 4 años después, un pequeño observatorio en Siberia, levanta sospechas por el alto flujo de materiales y personal calificado que esta concurriendo al sitio. James Bond deberá investigar si es que se está tramando algo en aquel lugar. 
Misión 3: Kirguistán: 2 años después, un nuevo suceso mantiene muy preocupado a la MI6. Un silo de misiles en Kirguistán ha estado realizando pruebas de fuego no programadas, la cual se creen que son envíos de satélites a órbita. Bond deberá averiguarlo, y destruir la instalación.
Misión 4: Monte Carlo: La demostración de un nuevo prototipo de helicóptero militar, se ha transformado en el blanco de un sindicato criminal llamado Janus, quienes han secuestrado la embarcación donde se desarrollaba. Bond va en rescate por el MI6, a petición de la inteligencia francesa. 
Misiòn 5: Severnaya: El helicóptero robado en Monte Carlo, ha sido localizado en Severnaya, exactamente en el lugar del cual el MI6 sospechó 4 años atrás. Los rusos han enviado una unidad de elite. Bond deberá interceder para que estos no interfieran con la propia investigación del MI6, sobre Janus.

## Extras
El juego incluye, además del modo multijugador, varios extras para prolongar la vida del título.
- Misiones adicionales: una vez completadas las 18 misiones basadas en la película, se puede acceder a dos niveles adicionales basados en películas anteriores de la saga. La primera se accede completando todas las misiones en "Secret Agent"; la segunda se desbloquea completando todas las misiones, más la primera misión adicional en "00 Agent."

- Cheat Menu (Menú de trucos): uno de los elementos más famosos del juego (y que fue heredado por Perfect Dark) es un menú de trucos que se desbloqueaban completando las misiones en una dificultad determinada por debajo de un tiempo fijado. Los trucos alteraban diferentes parámetros del juego. Algunos de ellos era invencibilidad, munición infinita, bolas de pintura (en lugar de sangre), etc. Probablemente el más famoso sea el "DK Mode" (modo DK) que aumentaba el tamaño de la cabeza y brazos de los personajes en un guiño al personaje Donkey Kong (entonces Rare trabajaba con la franquicia). Existen un total de 23 trucos. Algunos de ellos se pueden activar directamente desde el nivel de juego mediante una combinación de botones, sin necesidad de haberlo desbloqueado previamente.

- Modo "007": una vez completados los 20 niveles en los tres modos de dificultad iniciales, se desbloquea el modo "007." Este cuarto nivel permite ajustar los parámetros relacionados con la salud, daño, puntería y velocidad de reacción de los enemigos (en valores de 0 a 1000 y 0 a 100 en el último caso). Los parámetros prefijados y los objetivos de la misión (no modificables) corresponden a la dificultad "00 Agent." Esto también se verá en Perfect Dark con el Nombre de "Oscuridad Perfecta".

## Armas
En este juego existe 29 armas en total además de estar desarmado, algunos no están en ningún nivel serán desbloqueados en el truco "all guns"
- cuchillos
- PP7 (Incluye las versiones silenciadores, oro y plata)
- DD44 Dostovei
- Klobb
- Kf7 soviet
- ZMG (9MM)
- DK5 Deutsche (Incluye su versión con silenciador)
- Phantom
- Ar 33
- Rcp-90
- Escopeta1
- Escopeta automática
- Sniper rifle
- Cougar magnum
- Moonranker laser
- Reloj láser
- Lanza granadas
- Lanzacohetes
- Granadas
- Minas de tiempo
- Minas de proximidad
- Minas remotas con detonador
- Taser1
- Tanque

(1 )solo aparece en trucos

## Recepción
Desde su lanzamiento en 1997, GoldenEye 007 se convirtió en el nuevo modelo a seguir para el resto de shooters para las consolas de sobremesa. Rare no solo nos proporcionó inolvidables duelos multijugador, sino que aprovechó el pad de N64 y su stick analógico, para ofrecer una jugabilidad y precisión hasta entonces inéditos en los FPS para consola. Más allá de su estupenda campaña para un jugador, lo que enamoró a los jugadores fueron los duelos a cuatro en pantalla partida.
El éxito de GoldenEye radica en que se alejó de los clásicos esquemas del género y planteaba una serie de objetivos lógicos durante el transcurso del nivel. Además permitía superar el nivel sin necesidad de entrar en una confrontación directa con los enemigos, favoreciendo así la opción del sigilo. Otro aspecto importante del título de Rare fue la creación de una IA enemiga más inteligente que de costumbre, lo cual suponía un reto adicional.

## Crítica
GoldenEye 007 es, según la crítica especializada, uno de los mejores first-person shooter de la historia de los videojuegos, e incluso varias fuentes lo citan como "el mejor juego FPS de todos los tiempos" debido principalmente a la innovación del género, puesto que el objetivo de este videojuego no es eliminar a todos los enemigos que aparezcan en pantalla y encontrar la salida, en vez de eso, el jugador debe de realizar una serie de objetivos que, de no cumplirlos, no podrá avanzar de nivel. Si bien GoldenEye apareció después de Doom y Quake esto no le impidió que revolucionara el género FPS.
Este juego fue un modelo a seguir para todos los FPS. Prácticamente, todos los juegos que aparecieron después, seguían la misma mecánica de GoldenEye. Las gráficas en este juego fueron alabadas por la crítica, debido a que están bien definidas y muy bien aprovechadas para la época. El uso de las tres dimensiones le dan una sensación al jugador de que está viviendo lo del personaje en pantalla. Algo realmente innovador es la IA de los enemigos. En GoldenEye los enemigos pueden defenderse e incluso hacer que falles la misión en la que te encuentres. Esto le da rejugabilidad al juego y ayuda a que los enemigos tomen un papel importante en los shooters.
La revista virtual especializada en analizar videojuegos MeriStation le dio una calificación de 10, considerándolo "obra maestra" y afirmó que "Supone un antes y un después en el mundo de los juegos y está excelentemente realizado. Goldeneye 007 estableció al género FPS lo que Mario estableció a los videojuegos de plataformas: nada volvió a ser igual después de su lanzamiento. Es el máximo referente de los first-person shooter". El sitio web Metacritic le dio una crítica del 96% basado en 21 críticas y GameRankings le dio un 94.70% basado en 10 críticas. IGN dijo El juego es brillante, tanto en el modo de un jugador como en el multijugador. Quizás es el mejor multijugador de la Nintendo 64, superando por poco a Mario Kart y con una banda sonora memorable. Podemos decir con la conciencia tranquila de que GoldenEye 007 es la mejor opción para un jugador en primera persona para cualquier sistema. La IGN de España mencionó:  Considerado como el mejor FPS jamás diseñado para una consola, GoldenEye es una obra maestra por multitud de motivos: el diseño de sus niveles, una mecánica impecable y un sencillo pero apasionante multijugador. GoldenEye es el perfecto ejemplo de cómo introducir, de manera exitosa, un FPS en una consola de sobremesa.
Tal fue su importancia que marcó un antes y un después en la consola de Nintendo. Con este videojuego, Rare se lanzó al estrellato y estuvo en la mira de toda la industria.

## Legado
El género FPS fue alterado totalmente desde la aparición de GoldenEye, solo equiparable con Half Life. Los creadores de las sagas Halo (serie), Call of Duty y Metal Gear Solid han señalado a GoldenEye 007 como influencia para crear sus respectivas sagas. Incluso, videojuegos que no son del género FPS han sido inspirados por este título. La partición de la pantalla para cuatro jugadores se ha convertido en un estándar desde su aparición, junto con Mario Kart 64. El uso de armas en ambas manos al mismo tiempo, así también como el "zoom" de los rifles y uso del "Sniper" se convirtieron en parámetros indispensables en todos los juegos first-person shooter.

## Videojuegos relacionados
GoldenEye 007 sirvió como inspiración para los futuros títulos de James Bond. Además, estandarizó un nuevo tipo de first-person shooter, lo que sirvió de base a sagas posteriores relacionadas con disparos y el espionaje. Entre los muchos juegos que inspiró, destacan dos: Perfect Dark de la propia Rare (considerado una "secuela espiritual" del juego) y una versión del título de la mano de Eurocom, lanzado por Activision en 2010.

### Perfect Dark, la secuela espiritual
Tras el éxito de GoldenEye 007, Rare comenzó a trabajar en un FPS de estilo similar, titulado Perfect Dark, el cual daría lugar a una saga completamente nueva y propiedad de Rare. El título heredó, y mejoró notablemente, el motor empleado en GoldenEye 007 además de compartir muchos elementos con el título de Bond (jugabilidad, planteamiento, niveles de juego para el modo multijugador, entre otros). Por ello, cuando el juego salió para Nintendo 64 en el año 2000, se comercializó como una "secuela espiritual" de GoldenEye 007.

### GoldenEye 007, remake
Durante la conferencia de Nintendo en el E3 2010, el 15 de junio, Reggie Fils-Aime (presidente de Nintendo of America), mostró el tráiler debut de remake de GoldenEye 007. El título fue desarrollado por Eurocom y publicado por Activision en noviembre de 2010 para Wii junto con una versión para Nintendo DS. En noviembre de 2011 relanzó el juego para Xbox 360 y PlayStation 3 con el título GoldenEye 007: Reloaded.
Las principales diferencias del remake frente al videojuego original y la película fueron la actuación de Daniel Craig como James Bond, y la presentación de una trama actualizada que toma lugar después de la historia de Quantum of Solace (película y videojuego). La reinterpretación de la historia motivó la creación de nuevos escenarios y la modificación y reubicación de otros (por ejemplo, la misión en la jungla no ocurre en Cuba, sino en Nigeria y la base de Janus está camuflada como una planta de energía solar).